# Sumpkejsarfoting
Sumpkejsarfoting (Leptoiulus cibdellus) är en mångfotingart som först beskrevs av Karl Wilhelm Verhoeff 1894.  Sumpkejsarfoting ingår i släktet Leptoiulus och familjen kejsardubbelfotingar. Arten är reproducerande i Sverige. Inga underarter finns listade i Catalogue of Life.